# 9891 Stephensmith
9891 Stephensmith este un asteroid din centura principală de asteroizi.

## Descriere
9891 Stephensmith este un asteroid din centura principală de asteroizi. A fost descoperit pe 15 decembrie 1995 la Ōizumi de Takao Kobayashi. El prezintă o orbită caracterizată de o semiaxă mare de 2,59 ua, o excentricitate de 0,14 și o înclinație de 14,1° în raport cu ecliptica.